# Калачинская (деревня)
Калачинская — деревня в Горьковском районе Омской области России. Входит в состав Астыровского сельского поселения.

## История
Деревня была основана в 1918 году. До 1924 года Калачинская входила в состав Тургеневской волости Калачинского уезда Омской губернии. В период с 1924 по 1930 годы являлась частью Калачинского района. С 1930 года в составе Иконниковского (Горьковского) района Омской области. В 1933 году была открыта начальная школа. Функционировало отделение совхоза «Иконниковский».

## География
Деревня находится на востоке центральной части Омской области, в пределах Барабинской низменности, на расстоянии примерно 17 километров (по прямой) к юго-востоку от деревни городского типа Горьковское, административного центра района. Абсолютная высота — 109 метров над уровнем моря.

### Часовой пояс
Деревня Калачинская, как и вся Омская область, находится в часовой зоне МСК+3. Смещение применяемого времени относительно UTC составляет +6:00.

## Население
| 2002 | 2010 | 2021 |
| ---- | ---- | ---- |
| 159  | ↘97  | →97  |

Гендерный состав
По данным Всероссийской переписи населения 2010 года в гендерной структуре населения мужчины составляли 52,6 %, женщины — соответственно 47,4 %.
Национальный состав
Согласно результатам переписи 2002 года, в национальной структуре населения русские составляли 79 %.

## Улицы
Уличная сеть деревни состоит из двух улиц (ул. Зелёная и ул. Центральная).